# Panilla minima
Panilla minima är en fjärilsart som beskrevs av Butler 1887. Panilla minima ingår i släktet Panilla och familjen nattflyn. Inga underarter finns listade i Catalogue of Life.